# Вальвассори, Габриэле
Габриэле Вальвассори (итал. Gabriele Valvassori; 21 августа 1683, Рим — 7 апреля 1761, Рим) — итальянский архитектор.

## Биография
Габриэле родился в семье Бенедетто Вальвассори, плотника из Бергамо. В возрасте пятнадцати лет поступил на курс архитектуры в Академию Святого Луки учеником Джованни Баттиста Контини. В Академии он отличился, получив в 1702 году третью премию второй степени по архитектуре за проект алтаря, а в 1703—1704 годах — третью премию первой степени за проект папского дворца.
Профессиональная деятельность Габриэле Вальвассори началась в Умбрии, где между 1711 и 1717 годами он работал на строительстве небольшой церкви Сан-Джузеппе-алле-Форначи недалеко от Фолиньо и над расширением термального комплекса Баньи-ди-Ночера в качестве помощника архитектора Филиппо Бариджони.
По возвращении в Рим в 1717 году он начал работать на семью Памфили, официальным архитектором которой был с 1720 по 1739 год. Для семьи Памфили, помимо ряда мелких работ, он создал в 1720 году главный алтарь церкви Сант-Аньезе-ин-Агоне на площади Навона, а между 1730 и 1735 годами — свою самую известную работу: фасад Палаццо Дориа-Памфили на Виа дель Корсо. В этой постройке, помимо фасада, Вальвассори позаботился об обустройстве внутреннего двора и координировал работу художников, работавших над оформлением Зеркальной галереи.
С 1723 по 1746 год он был архитектором отцов-августинцев, а с 1725 года получил ту же должность в «Братстве Святых Бартоломео и Алессандро из Бергамо» (Arciconfraternita dei Ss. Bartolomeo e Alessandro dei Bergamaschi) на площади Колонна.
С 1750 по 1754 год он был архитектором ордена доминиканцев, осуществляя ремонт их владений в церковном квартале, не требуя никакого вознаграждения. С 1734 по 1758 год Габриэле Вальвассори был архитектором Архиконбратства Санта-Мария-дель-Орто.
В феврале 1737 года архитектор стал профессором Академии Святого Луки. Он также был принят в Папскую академию Виртуозов Пантеона, регентом которой позднее стал.

## Основные постройки
- Термальный комплекс Баньи-ди-Ночера-Умбра, Ночера-Умбра. 1711—1717
- Церковь Сан-Джузеппе-алле-Форначи. 1715—1718
- Главный алтарь церкви Сант-Аньезе-ин-Агоне, Рим. 1720
- Вилла Альдобрандини. Фраскати (перестройка). 1723—1729
- Здание коллегиума Черасоли, Рим. 1729—1735
- Палаццо Дориа-Памфили. Виа дель Корсо, Рим. 1730—1735
- Церковь Санта-Мария-делла-Луче, Рим (реставрация). 1730
- Вилла Дориа-Памфили, Рим. 1732
- Ораторий Мадонны-дель-Гонфалоне, Вальмонтоне. 1738—1739 (реконструкция и реставрация)
- Церковь Санта-Мария-дель-Орто, Рим. Ок. 1750
- Церковь Святых Квирико и Джулитты, Рим. 1750—1753 (реставрация, перестройки)